# Seznam leónských královských manželů
Toto je seznam královen manželek a princů (králů) manželů Leónského království.
Je to zčásti pokračování seznamu asturských královských manželů.

## Leónští královští manželé

### Alfonsové
| Portrét                 | Jméno                      | Otec                                             | Narození | Sňatek                          | Stal/a se chotí                          | Přestal/a být chotí                      | Smrt                                    | Manžel/ka    |
| ----------------------- | -------------------------- | ------------------------------------------------ | -------- | ------------------------------- | ---------------------------------------- | ---------------------------------------- | --------------------------------------- | ------------ |
|                         | Muniadona                  | Hrabě z Bierza                                   | -        | 847                             | 1. ledna 850 manželova smrt              | 27. května 866 manželova smrt            | -                                       | Ordoño I.    |
|                         | Jimena z Pamplony          | (pravděpodobně) García Íñiguez (Íñiguezové)      | 848      | 869/870                         | 869/870                                  | 20. prosince 910 manželova smrt          | po červnu 912                           | Alfons III.  |
|                         | Muniadona Nuñez Kastilská  | (možná) Nuño Fernández de Amaia Kastilský        | -        | před 910                        | 20. prosince 910 manželův nástup na trůn | 19. ledna 914 manželova smrt             | -                                       | García I.    |
|                         | Elvíra Menéndez            | Hermengildo Gutierrez, hrabě z Coimbry           | 864–875  | 890–900                         | 19. ledna 914 manželův nástup na trůn    | 8. září/října 921                        | 8. září/října 921                       | Ordoño II.   |
|                         | Aragonta Gonzalez          | Hrabě Gonzalo Betotez (Betotezové)               | -        | Únor 922                        | Únor 922                                 | před 923 zavržena                        | 956                                     | Ordoño II.   |
|                         | Sancha Sánchez z Pamplony  | Sancho I. z Pamplony (Jiménezové)                | Po 900   | Únor–březen 923                 | Únor–březen 923                          | červen 924 manželova smrt                | 9. června 952 nebo 26. prosince 955/959 | Ordoño II.   |
|                         | Urraca bint 'Abd Allah     | 'Abd Allah ibn Muhammad al-Qasawi (Banu Qasiové) | -        | 913/917                         | červen 924 manželův nástup na trůn       | červenec 925 manželova smrt              | -                                       | Fruela II.   |
|                         | Oneca Sánchez z Pamplony   | Sancho I. z Pamplony (Jiménezové)                | -        | 923                             | červenec 925 manželův nástup na trůn     | červen 931                               | červen 931                              | Alfons IV.   |
|                         | Urraca Sánchez z Pamplony  | Sancho I. z Pamplony (Jiménezové)                | 915      | 932–934                         | 932–934                                  | 1. ledna 951 manželova smrt              | 23. června 956                          | Ramiro II.   |
|                         | Urraca Fernández Kastilská | Fernán González, hrabě kastilský                 | 920/935  | 944/951                         | leden 951 manželův nástup na trůn        | 956 zavržena                             | 1007                                    | Ordoño III.  |
| před 18. listopadem 958 | před 18. listopadem 958    | Fernán González, hrabě kastilský                 | 920/935  | 960 manželovo svržení z trůnu   | Ordoño IV.                               |                                          | 1007                                    |              |
|                         | Teresa Ansúrez Kastilská   | Ansur Fernández, hrabě kastilský                 | -        | před 26. dubnem 960             | před 26. dubnem 960                      | prosinec 966 manželova smrt              | po 997                                  | Sancho I.    |
|                         | Sancha Gómez ze Saldañy    | Gómez Diaz ze Saldañy (Banu Gómezové)            | -        | před lednem 979                 | před lednem 979                          | po 983                                   | po 983                                  | Ramiro III.  |
|                         | Velasquita Ramírez         | Ramiro Menéndez (Betotezové)                     | -        | před 29. září 985               | před 29. září 985                        | po 24. prosinci 988 zavržena             | po 1030                                 | Bermudo II.  |
|                         | Elvíra García Kastilská    | García Fernández, hrabě kastilský                | 965      | 991                             | 991                                      | září 999 manželova smrt                  | prosinec 1017                           | Bermudo II.  |
|                         | Elvíra Menéndez            | Menendo González, hrabě z Portucale (Betotezové) | 996      | 1010–1015                       | 1010–1015                                | 20. prosince 1022                        | 20. prosince 1022                       | Alfons V.    |
|                         | Urraca Garcés z Pamplony   | García Sánchez II. z Pamplony (Jiménezové)       | -        | 1023                            | 1023                                     | 4. července/7. srpna 1028 manželova smrt | po 6. srpnu 1031                        | Alfons V.    |
|                         | Jimena Sánchez Navarrská   | Sancho III. z Pamplony (Jiménezové)              | -        | 23. ledna 1034 – 17. února 1035 | 23. ledna 1034 – 17. února 1035          | 4. září 1037 manželova smrt              | po 23. prosinci 1062                    | Bermudo III. |

### Jiménezové
| Portrét | Jméno                               | Otec                                              | Narození               | Sňatek                               | Stal/a se chotí                        | Přestal/a být chotí                  | Smrt                                                                       | Manžel/ka  |
| ------- | ----------------------------------- | ------------------------------------------------- | ---------------------- | ------------------------------------ | -------------------------------------- | ------------------------------------ | -------------------------------------------------------------------------- | ---------- |
|         | Alfons V. Leónský (Astursko-Leńští) | 1013                                              | listopad–prosinec 1032 | 4. září 1037 manželův nástup na trůn | 24. června 1065 manželova smrt         | 27. listopadu 1067                   | Ferdinand I.                                                               |            |
|         | Anežka Akvitánská                   | Vilém VIII. Akvitánský (Ramnulfovci)              | 1059                   | 1069 nebo pozdní 1073/rané 1074      | 1069 nebo pozdní 1073/rané 1074        | leden 1072 manželovo svržení z trůnu | 1077–1093 nebo po 1099                                                     | Alfons VI. |
|         | Alberta                             | -                                                 | -                      | pozdní 1070/před 26. březnem 1071    | 12. ledna 1072 manželův nástup na trůn | 7. října 1072 manželova smrt         | -                                                                          | Sancho II. |
|         | Anežka Akvitánská (podruhé)         | Vilém VIII. Akvitánský (Ramnulfovci)              | 1059                   | 1069 nebo pozdní 1073/rané 1074      | řjen 1072 manželův návrat na trůn      | po 22. květnu 1077 rozvod            | 1077–1093 nebo po 1099\| rowspan="5" align="center" \|Alfons VI. (podruhé) |            |
|         | Konstancie Burgundská               | Robert I. Burgundský (Burgndští)                  | 8. května 1045         | prosinec 1079 nebo 8. května 1080    | prosinec 1079 nebo 8. května 1080      | 25. července/25. října 1093          | 25. července/25. října 1093                                                |            |
|         | Berta                               | -                                                 | -                      | prosinec 1094 nebo duben 1095        | prosinec 1094 nebo duben 1095          | 1099–1100                            | 1099–1100                                                                  |            |
|         | Isabela                             | -                                                 | -                      | 1100, před 14. květnem               | 1100, před 14. květnem                 | 1107, po 14. květnu                  | 1107, po 14. květnu                                                        |            |
|         | Beatrice                            | -                                                 | -                      | duben/květen 1108                    | duben/květen 1108                      | 1. července 1109 manželova smrt      | 1110                                                                       |            |
|         | Alfons I. Aragonský                 | Sancho Ramírez Aragonský a Navarrský (Jiménezové) | 1073–1074              | říjen 1109                           | říjen 1109                             | 1115 manželství anulováno            | 7. září 1134                                                               | Urraca     |

### Burgundští
| Portrét | Jméno                     | Otec                                           | Narození       | Sňatek                      | Stal/a se chotí             | Přestal/a být chotí                                 | Smrt               | Manžel/ka     |
| ------- | ------------------------- | ---------------------------------------------- | -------------- | --------------------------- | --------------------------- | --------------------------------------------------- | ------------------ | ------------- |
|         | Berenguela Barcelonská    | Ramon Berenguer III. Barcelonský (Barcelonští) | 1116           | listopad 1128               | listopad 1128               | 15/31. ledna 1149                                   | 15/31. ledna 1149  | Alfons VII.   |
|         | Richeza Polská            | Vladislav II. Vyhnanec (Piastovci)             | 1130–1140      | říjen/prosinec 1152         | říjen/prosinec 1152         | 21. srpna 1157 manželova smrt                       | 16. června 1185    | Alfons VII.   |
|         | Urraca Portugalská        | Alfons I. Portugalský (Burgundští)             | 1151           | květen/červen 1165          | květen/červen 1165          | 1175 manželství rozpuštěné papežem                  | 16. října 1188     | Ferdinand II. |
|         | Teresa Fernández de Traba | Hrabě Fernando z Traby, pán z Trastamary       | -              | před 7. říjnem 1178         | před 7. říjnem 1178         | 7. února 1180                                       | 7. února 1180      | Ferdinand II. |
|         | Urraca López de Haro      | Hrabě Lope Díaz de Haro, pán biskajský         | -              | květen 1185 nebo 1187       | květen 1185 nebo 1187       | 22. ledna 1188 manželova smrt                       | 1223 nebo po 1226  | Ferdinand II. |
|         | Tereza Portugalská        | Sancho I. Portugalský (Burgundští)             | 1176–1181      | 15. února 1191              | 15. února 1191              | 1194–8 manželství rozpuštěné papežem                | 17/18. června 1250 | Alfons IX.    |
|         | Berenguela Kastilská      | Alfons VIII. Kastilský (Anscaridové)           | 1. června 1180 | 17. prosince 1197 nebo 1198 | 17. prosince 1197 nebo 1198 | 1204, před 19. června manželství rozpuštěné papežem | 8. listopadu 1246  | Alfons IX.    |

| Portrét | Erb | Jméno                  | Otec                                                 | Narození           | Sňatek                    | Stal/a se chotí                         | Přestal/a být chotí               | Smrt                         | Manžel/ka      |
| ------- | --- | ---------------------- | ---------------------------------------------------- | ------------------ | ------------------------- | --------------------------------------- | --------------------------------- | ---------------------------- | -------------- |
|         |     | Alžběta Štaufská       | Filip Švábský (Štaufové)                             | březen/květen 1205 | 30. listopadu 1219        | 30. listopadu 1219                      | 5. listopadu 1235                 | 5. listopadu 1235            | Ferdinand III. |
|         |     | Johana z Dammartinu    | Šimon z Dammartinu (Dammartinové)                    | 1220               | 1237, před 20. listopadem | 1237, před 20. listopadem               | 30. května 1252 manželova smrt    | 16. března 1279              | Ferdinand III. |
|         |     | Violanta Aragonská     | Jakub I. Aragonský (Barcelonští)                     | 1236               | 26. prosince 1246         | 30. května 1252 manželův nástup na trůn | 4. dubna 1284 manželova smrt      | 1301                         | Alfons X.      |
|         |     | Marie z Moliny         | Alfonso Leónský, pán z Moliny (Anscaridové)          | 1264–1265          | červenec 1281–1282        | 4. dubna 1284 manželův nástup na trůn   | 25. dubna 1295 manželova smrt     | 1. července 1321             | Sancho IV.     |
|         |     | Konstancie Portugalská | Dinis I. Portugalský (Burgundští)                    | 3. ledna 1290      | 23. ledna 1302            | 23. ledna 1302                          | 7. září 1312 manželova smrt       | 18. listopadu 1313           | Ferdinand IV.  |
|         |     | Konstancie z Peñafielu | Juan Manuel Kastilský, kníže z Villeny (Anscaridové) | 1315–1323          | 28. listopadu 1325        | 28. listopadu 1325                      | 1327–1328 manželství anulováno    | 13. listopadu 1345           | Alfons XI.     |
|         |     | Marie Portugalská      | Alfons IV. Portugalský (Burgundští)                  | 9. února 1313      | 24. června/září 1328      | 24. června/září 1328                    | 26/27. března 1350 manželova smrt | 18. ledna 1357               | Alfons XI.     |
|         |     | Blanka Bourbonská      | Petr I. Bourbonský (Bourboni)                        | konec 1339         | 3. července 1353          | 3. července 1353                        | 14. května/31. července 1361      | 14. května/31. července 1361 | Petr           |

### Trastámarové
| Portrét | Erb | Jméno                 | Otec                                                 | Narození         | Sňatek                  | Stal/a se chotí                         | Přestal/a být chotí              | Smrt              | Manžel/ka     |
| ------- | --- | --------------------- | ---------------------------------------------------- | ---------------- | ----------------------- | --------------------------------------- | -------------------------------- | ----------------- | ------------- |
|         |     | Jana Manuel Kastilská | Juan Manuel Kastilský, kníže z Villeny (Anscaridové) | 1339             | 27. července 1350       | 23. března 1369 manželův nástup na trůn | 29. května 1379 manželova smrt   | 27. března 1381   | Jindřich II.  |
|         |     | Eleonora Aragonská    | Petr IV. Aragonský (Barcelonští)                     | 20. ledna 1358   | 18. června 1375         | 29. května 1379 manželův nástup na trůn | 13. srpna 1382                   | 13. srpna 1382    | Jan I.        |
|         |     | Beatrix Portugalská   | Ferdinand I. Portugalský (Burgundští)                | 9. prosince 1372 | 17. května 1383         | 17. května 1383                         | 9. října 1390 manželova smrt     | 8. března 1408    | Jan I.        |
|         |     | Kateřina z Lancasteru | Jan z Gentu, 1. vévoda z Lancasteru (Lancasterové)   | 31. března 1373  | 17. září 1388           | 9. října 1390 manželův nástup na trůn   | 25. prosince 1406 manželova smrt | 2. června 1418    | Jindřich III. |
|         |     | Marie Aragonská       | Ferdinand I. Aragonský (Trastámarové)                | 1396             | 1418 nebo 4. srpna 1420 | 1418 nebo 4. srpna 1420                 | 18. února 1445                   | 18. února 1445    | Jan II.       |
|         |     | Isabela Portugalská   | Jan Portugalský (Avizové)                            | 1428             | 22. července 1447       | 22. července 1447                       | 20. července 1454 manželova smrt | 15. srpna 1496    | Jan II.       |
|         |     | Jana Portugalská      | Eduard I. Portugalský (Avizové)                      | 20. března 1439  | 21. května 1455         | 21. května 1455                         | 11. prosince 1474 manželova smrt | 12. prosince 1475 | Jindřich IV.  |

Ferdinand II. Aragonský (1452–1516), manžel královny Isabely Kastilské a Leónské, a Filip Habsburský (1478–1506), manžel královny Jany Kastilské a Leónské, byli králi koruny Kastílie-Leónu.

### Habsburkové
| Portrét | Erb | Jméno               | Otec                            | Narození       | Sňatek          | Stal/a se chotí | Přestal/a být chotí | Smrt           | Manžel/ka |
| ------- | --- | ------------------- | ------------------------------- | -------------- | --------------- | --------------- | ------------------- | -------------- | --------- |
|         |     | Isabela Portugalská | Manuel I. Portugalský (Avizové) | 24. října 1503 | 11. března 1526 | 11. března 1526 | 1. května 1539      | 1. května 1539 | Karel I.  |

V roce 1556 se unie španělských království obecně začala nazývat Španělsko a Marie I. Anglická (manželka krále Filipa II.) byla první španělskou královnou chotí.